# ATP Volvo International 1984
Il Volvo International 1984 è stato un torneo di tennis giocato sulla terra rossa. Il torneo fa parte del Volvo Grand Prix 1984. Si è giocato a North Conway negli Stati Uniti dal 30 luglio al 6 agosto 1984.

## Campioni

### Singolare maschile
Joakim Nyström ha battuto in finale  Tim Wilkison con il punteggio di 6–2, 7–5

### Doppio maschile
Brian Gottfried /  Tomáš Šmíd hanno battuto in finale  Cássio Motta /  Blaine Willenborg con il punteggio di 6–4, 6–2